# ماري مكارثر
ماري ريد مكارثر (بالإنجليزية: Mary Macarthur) (13 أغسطس 1880-1 يناير 1921) كانت من المنادين بمنح المرأة حق الاقتراع في بريطانيا واتحاد نقابة العمال في اسكتلندا. كانت السكرتيرة العامة لرابطة نقابات النساء وشاركت في تشكيل الاتحاد الوطني للعاملات والرابطة الوطنية لمكافحة استنزاف العمال. قادت ماري رابطة النساء في كرادلي هيث في عام 1910 إلى النصر في معركتهن من أجل الحصول على الحد الأدنى للأجور وقادت إضراب من أجل إجبار أرباب العمل على زيادة الأجور.

## سنواتها المبكرة
ولدت ماري ريد أندرسون مكارثر في 13 أغسطس 1880 في غلاسكو، وكانت الأكبر بين ستة أطفال لجون دنكان مكارثر، والذي كان صاحب شركة ستائر، وزوجته آن إليزابيث مارتن. التحقت بمدرسة غلاسكو الثانوية للبنات، وبعد تحريرها مجلة المدرسة، قررت أنها تريد التفرغ للكتابة. بعد دراستها في غلاسكو، أمضت وقتًا في الدراسة في ألمانيا قبل أن تعود إلى اسكتلندا للعمل مع والدها بهيئة كاتب حسابات.
أصبحت مكارثر في حوالي عام 1901 نقابية بعد سماع خطاب ألقاه جون تيرنر حول مدى سوء معاملة بعض أصحاب العمل لعمالهم. أصبحت ماري وزيرة فرع آير في نقابة مساعدي المحلات التجارية، وأدى اهتمامها بهذه النقابة لأن تعمل من أجل تحسين ظروف عمل المرأة. في عام 1902، أصبحت ماري صديقة لمارغريت بوندفيلد والتي شجعتها على حضور المؤتمر الوطني للنقابة حيث انتُخبت مكارثر ضمن السلطة التنفيذية الوطنية للنقابة.

## لندن واتحاد نقابات النساء
انتقلت مكارثر في عام 1903 إلى لندن حيث أصبحت أمينة لاتحاد نقابات النساء. كانت ناشطة في الكفاح من أجل التصويت، وكانت تعارض تمامًا أولئك في الاتحاد الاجتماعي لمعاناة المرأة والاتحاد الاجتماعي والسياسي للمرأة الذين كانوا مستعدين لقبول الامتياز الممنوح فقط لمجموعات معينة من النساء. تعتقد مكارثر أن الامتياز المحدود من شأنه أن يضر الطبقة العاملة وتخشى أن يتعارض مع منح حق الاقتراع الكامل للبالغين.
قامت رابطة النقابات النسائية بتوحيد النقابات النسائية من مختلف المهن بما في ذلك العضوية المختلطة. ومنعت الأهداف المتضاربة للناشطين المنتمين إلى فئات ومنظمات مختلفة من الانتماء إلى مؤتمر اتحاد المهن.
أسست مكارثر الاتحاد الوطني للعاملات في عام 1906 من أجل حل هذا النزاع. كانت النقابة العمالية العامة هي نموذج الاتحاد، «مفتوحة لجميع النساء ضمن المهن غير المنظمة أو اللائي لم يُقبلن في نقاباتهن المهنية المناسبة».
اختارت مكارثر موقف الاقتراع العام على النهج المقرر داخل الحركة النقابية وحركة حقوق المرأة. «رأت ماري مكارثر أنه إذا مُنحت المرأة حق الانتخاب وفقًا للشروط ذاتها التي يحصل عليها الرجال، فإن أقل من 5% من النساء العاملات سيكونن مؤهلات». شاركت مكارثر في معرض الصناعات المستنزفة في عام 1905 وتشكيل رابطة مكافحة استنزاف العمال في عام 1906. وأسست «العاملات» في العام التالي، وهي جريدة شهرية للنساء النقابيات.
في عام 1910، فازت رابطة «صانعات سلسلة النساء» في كرادلي هيث في معركة لإثبات الحق في أجر عادل بعد إضراب دام 10 أسابيع. غيّر هذا الانتصار التاريخي حياة الآلاف من العمال الذين كانوا يكسبون مبلغ أكثر بقليل من «أجور المجاعة». كانت مكارثر هي النقابية التي قادت «صانعات سلسلة النساء» في كفاحهن من أجل الحصول على رواتب أفضل. علقت مكارثر في إشارة إلى مكاسب النساء إن «النساء غير منظمات لأنهن يحصلن على أجور سيئة، ويتقاضين أجورًا سيئة لأنهن غير منظمات». انتهى النزاع في 22 أكتوبر 1910 عندما وافق آخر أصحاب العمل على دفع الحد الأدنى للأجور. مُوّل معهد كرادلي هيث للعمال باستخدام الأموال المتبقية من صندوق الإضراب لعام 1910.
بسبب الشهرة التي اكتسبتها المنظمة في كرادلي هيث، أرسلت في أغسطس 1911 وعلى الفور، عندما بدأت انتفاضة برموندسي. في أوائل عام 1911، قامت آدا سالتر بتأسيس فرع لرابطة عمال المرأة في برموندسي، ووظفت النساء في مصانع الأغذية والمشروبات المحلاة. في أغسطس، وهو أحد أكثر الأشهر حرارةً على الإطلاق، أصبحت الظروف المروعة في بعض هذه المصانع غير محتملة، وخرجت 14000 امرأة من 22 مصنعًا فجأة في إضراب. كان هذا انتفاضة برموندسي. على الرغم من أنها مستوحاة من سالتر، كانت مكارثر هي التي نظمت المضربين وقادت المفاوضات وحققت انتصارًا تاريخيًا للنساء ذوات الأجور المنخفضة. كانت المظاهرة الحاشدة في ساوثوارك بارك هي الحدث الأبرز، إذ دعمت الخطابة العنيفة لمكارثر سيلفيا بانكهورست وتشارلوت ديسبارد وجورج لانسبري.

## قانون القط والفأر
في أغسطس 1913، واستجابةً لقانون السجناء (التبريء المؤقت بسبب المرض) الصادر عن الحكومة، والذي أُفرج بموجبه عن السجناء المضربين عن الطعام عندما يصبحون ضعيفين للغاية بحيث لا يكونون ناشطين مع السماح باعتقالهم فور نشاطهم، شاركت مكارثر في الوفد الذي ذهب للقاء وزير الداخلية، ريجنالد ماكينا ومناقشة قانون القط والفأر. كانت ماكينا غير راغبة في التحدث إليهم وعندما رفضت النساء مغادرة مجلس العموم، طُردت مكارثر ومارغريت ماكميلان جسديًا واعتُقلت إيفلين شارب وإميلين بيثيك لورانس وأُرسلتا إلى سجن هولواي.على الرغم من كونها معارضة للحرب، إلا أن مكارثر أصبحت أمينةً للجنة المركزية لوزارة العمل حول توظيف النساء.

## انتخابات ستوربريدج البرلمانية 1918
بعد أن كان قانون تمثيل الشعب لعام 1918 قد حرم المرأة التي تجاوزت الثلاثين من العمر وقانون البرلمان (تأهيل المرأة) لعام 1918 الذي سمح للنساء بالترشح للبرلمان، وقفت مكارثر كمرشحة عن حزب العمل في دائرة المقاطعة المنشأة حديثًا ستوربريدج، ورسيستيرشاير في الانتخابات العامة في 14 ديسمبر 1919. كانت عبارة عن حلقة كبيرة تضم هايلزوين وأولدبري وكرادلي ووارلي وودز. لم تشمل منطقة كرادلي هيث إذ قادت نزاع صناع السلسلة.
أصر الضابط العائد على أنها كانت مدرجة تحت اسمها الزوجي (السيدة دبليو.أندرسون) وكان النائب الليبرالي المدافع جون ويلسون مديرًا لشركة أولبرايت وويلسون للكيماويات في أولدبري، والتي كانت في الدائرة الانتخابية. عارضها فيكتور فيشر من الحزب الوطني الديمقراطي وحزب العمل، والذي حظي بدعم الائتلاف وحصل على تمويل سري من النقابيين، وقام بحملة مسيئة لها بشكل خاص. عملت خلال الحملة عن كثب مع جون دافيسون مرشح حزب العمل في سميثويك المجاورة لهزيمة كريستابيل بانكهورست الذي كان مرشح التحالف بدعم من الوحدويين. لقد هُزمت، وكذلك معظم المرشحين المناهضين للحرب، بما في ذلك زوجها، وليام أندرسون، الذي كان يدافع عن شيفيلد أتركليف.
واصلت عملها مع رابطة نقابات النساء ولعبت دورًا هامًا في تحويلها إلى قسم نسائي في مؤتمر نقابات العمال. توفيت ماري ماك آرثر بعد إصابتها بالسرطان في 1 يناير 1921.

## الإرث
نشرت صحيفة نيويورك تايمز مقالًا عن مكارثر في عام 1909 والذي شهد على بعض الانقسامات في الحركة النسائية في ذلك الوقت وعبر المحيط الأطلسي.
تزوجت مكارثر في عام 1911 من وليام كراوفورد أندرسون (توفي عام 1919)، والذي كان رئيس اللجنة التنفيذية لحزب العمال، وعضوًا في قسم اتيرسليف في شيفيلد من 1914 إلى 1918.
تأسس صندوق ماري مكارثر للمنح الدراسية وصندوق ماري مكارثر التعليمي في عامي 1922 و1968 على التوالي بهدف «النهوض بالفرص التعليمية للمرأة العاملة». تُقدم الجوائز في ذكرى «رواد النقابات العمالية»، ماري مكارثر وإيما باترسون وليدي ديلك وجيسي ستيفن. نُقلت أصولهن إلى صناديق (تي-يو-سي) التعليمية في عام 2010.